# Barbara Sampson
Barbara Sampson é uma patologista forense estadunidense que atua como legista médica chefe da cidade de Nova Iorque desde fevereiro de 2013. Ela é a primeira mulher a liderar a agência desde que foi criada em 1918.

## Biografia
Sampson ingressou no Gabinete do Médico-legista-chefe de Nova Iorque como pesquisadora em patologia forense em 1998. Posteriormente, atuou como consultora de patologia cardiovascular, examinadora médica sênior e primeira vice-examinadora médica antes de ser nomeada como examinadora médica interina em fevereiro de 2013, quando o examinador médico Charles Hirsch anunciou sua aposentadoria. Ela foi formalmente nomeada como legista médica em 10 de dezembro de 2014.
Ele também é conhecida por ter atuado na examinação do corpo de Jeffrey Epstein, em 2019.

## Durante a pandemia de COVID-19
Sampson foi a médica legista-chefe durante a pandemia de COVID-19 em Nova Iorque. Reboques tiveram que ser montados para o transbordamento de mortos. A Guarda Nacional de Nova Iorque ficou encarregada de ajudar a coletar e armazenar corpos dos mortos nos trailers, antes do enterro.